# EC-Council
EC-Council是美國公司，從事網路安全認證、教育、及訓練工作，地點在美國新墨西哥州阿布奎基。

## 歷史
Jay Bavisi是EC-Council Holding Pte Ltd的創辦人，此公司是所有EC-Council公司集團的母公司。集團的第一個公司International Council of Electronic Commerce Consultants（EC-Council）是在2001年成立。
EQT私人股權投資公司在2021年9月投資EC-Council。EC-Council創建了一些資訊安全的認證，例如認證道德駭客（Certified ethical hacker，簡稱CEH）、資安鑑識調查專家（Computer Hacking Forensic Investigator，簡稱CHFI）、ECSA/LPT（EC-Council Certified Security Analyst/Licensed Penetration Tester），以及2003年針對白帽黑客的CEH計劃。EC-Council是提供訓練課程及考試的認證中心，動員企業投入資訊安全的訓練課程。2007年已在超過70個國家提供CEH課程。
在2023年時，CEH認證已成為美國國防部網路安全功能的可能認證項目之一，列在Directive 8140裡。

## 認證
EC-Council提供電腦安全領域的專業認證，例如網路防禦專家（Certified Network Defender, 簡稱CND）、資安長認證（Certified Chief Information Security Officer, 簡稱CCISO）及資安鑑識調查專家（Computer Hacking Forensic Investigator，簡稱CHFI）等。EC-Council也有其他相關領域的認證，例如災難恢復、軟體安全、數位鑑識等。

## 爭議
在2006年5月，EC-Council的網頁遭到竄改，2014年又被竄改，之後復原，然後再次被竄改，後來才復原，原因是因為密碼重覆使用。攻擊者成功竊取了一些敏感資料，像是認證道德駭客申請者的護照照片，其中也包括愛德華·斯諾登的照片。
EC-Council網站至少二次有出現跨網站指令碼的漏洞。在2011年6月有發現二個漏洞，都在portal的子網域。在2013年5月也發現另一個漏洞。